# Spizaphilus
Spizaphilus is een geslacht van rechtvleugeligen uit de familie Anostostomatidae. De wetenschappelijke naam van dit geslacht is voor het eerst geldig gepubliceerd in 1906 door Kirby.

## Soorten
Het geslacht Spizaphilus omvat de volgende soorten:
- Spizaphilus alatus Butler, 1880
- Spizaphilus cuniculator Coquerel, 1848
- Spizaphilus gigas Karny, 1932
- Spizaphilus kirbyi Griffini, 1912
- Spizaphilus ornatus Brunner von Wattenwyl, 1888
- Spizaphilus rothschildi Griffini, 1912